# Piprites
Piprites es un género de aves paseriformes, tradicionalmente incluido en la familia Pipridae. Esa clasificación fue cuestionada desde 1971, cuando se propuso su inclusión en la familia Tyrannidae, hipótesis que fue corroborada por estudios genéticos en 2009. Se llegó a proponer su inclusión en una familia propia Pipritidae, pero el Comité de Clasificación de Sudamérica (SACC) rechazó esta proposición y lo mantuvo en Tyrannidae, en una subfamilia propia Pipritinae basal a toda la familia. El género agrupa a tres especies nativas de la América tropical (Neotrópico), cuyas áeras de distribución se encuentran de forma disjunta desde la costa caribeña de Guatemala a través de América Central y del Sur hasta el noreste de Argentina. Son denominados popularmente como piprites, y también bailarines o saltarines entre otros.

## Etimología
El nombre genérico «Piprites» proviene del griego «πιπρα pipra» o «πιπρω piprō»: pequeña ave mencionada por Aristóteles y otros autores pero nunca propiamente identificada, y asociada a los coloridos saltarines neotropicales del género Pipra, e «ιτης itēs» que significa ‘parecido’, ‘similar a’.

## Características
Las aves de este género son de patrón atractivo, pequeñas, midiendo alrededor de 12 cm de longitud. Son arborícolas, encontrados en la parte alta del sotobosque. Los dos nidos conocidos, absolutamenta nada parecidos con los de los pípridos «verdaderos», son, respectivamente, una estructura globular con entrada lateral compuesta de musgo (P. pileata) o colocado en una cavidad (P. chloris).

## Lista de especies
Según las clasificaciones del Congreso Ornitológico Internacional (IOC) y Clements Checklist/eBird, agrupa a las siguientes especies con el respectivo nombre común de acuerdo a la Sociedad Española de Ornitología (SEO):
| Imagen | Nombre científico   | Autor            | Nombre común        | Estado de conservación | Distribución |
| ------ | ------------------- | ---------------- | ------------------- | ---------------------- | ------------ |
|        | Piprites griseiceps | Salvin, 1865     | piprites cabecigris | LC                     |              |
|        | Piprites chloris    | (Temminck, 1822) | piprites verde      | LC                     |              |
|        | Piprites pileata    | (Temminck, 1822) | piprites capirotado | NT                     |              |

## Taxonomía
Las relaciones de este género con el resto de la familia Tyrannidae siempre fueron inciertas. Los amplios estudios genético-moleculares realizados por Tello et al. (2009) descubrieron una cantidad de relaciones novedosas dentro de la familia Tyrannidae que todavía no están reflejados en la mayoría de las clasificaciones. El diagnóstico para Piprites fue que los estudios moleculares demostraron repetidamente que este género es un linaje antiguo y aislado en relación con Rhynchocyclidae y Tyrannidae. La antigüedad estimada, aunque inconclusiva debido a la pobre resolución de los datos, apunta para una edad entre 25 y 28 Mya (millones de años). Son únicos entre el resto del parvorden Tyrannida en tener los dígitos 1 y 2 de los pies fusionados. Poseen cartilaje interno en la siringe, un carácter compartido con el resto de la superfamilia Tyrannoidea, pero no tienen el  «Musculus obliquus ventralis», que está presente en casi todos los miembros de Rhynchocyclidae y Tyrannidae, y también en Platyrinchidae y Tachuris. Siguiendo estos estudios, Ohlson et al. (2013) propusieron dividir Tyrannidae en 5 familias, entre las cuales Pipritidae Ohlson,  Irestedt, Ericson & Fjeldså, 2013  exclusiva para el presente género. El Comité Brasileño de Registros Ornitológicos (CBRO) y Avibase adoptan dicha familia. El SACC, sin embargo, mantuvo al presente género en incertae sedis (de posición incierta) por un tiempo y rechazó la Propuesta no 732 de reconocimiento de la nueva familia; posteriormente, en la Propuesta no 827, se aprobó su inclusión en Tyrannidae en una subfamilia propia Pipritinae.

### Cladograma propuesto para la familia Pipritidae
De acuerdo a Ohlson et al. 2013, quedaba así la posición y composición de la familia:
|                          | Pipridae |
|                          | |
|                          | Cotingidae |
|                          | |
| Superfamilia Tyrannoidea | \| \| Oxyruncidae \| \| \| \| \| \| Onychorhynchidae \| \| \| \| \| \| Tityridae \| \| \| \| \| \| Pipritidae: Piprites \| \| \| \| \| \| Platyrinchidae \| \| \| \| \| \| Tachurisidae \| \| \| \| \| \| Rhynchocyclidae \| \| \| \| \| \| Tyrannidae \| \| \| \| |
|                          | \| \| Oxyruncidae \| \| \| \| \| \| Onychorhynchidae \| \| \| \| \| \| Tityridae \| \| \| \| \| \| Pipritidae: Piprites \| \| \| \| \| \| Platyrinchidae \| \| \| \| \| \| Tachurisidae \| \| \| \| \| \| Rhynchocyclidae \| \| \| \| \| \| Tyrannidae \| \| \| \| |
|                          | Oxyruncidae |
|                          | |
|                          | Onychorhynchidae |
|                          | |
|                          | Tityridae |
|                          | |
|                          | Pipritidae: Piprites |
|                          | |
|                          | Platyrinchidae |
|                          | |
|                          | Tachurisidae |
|                          | |
|                          | Rhynchocyclidae |
|                          | |
|                          | Tyrannidae |
|                          | |

|  | Oxyruncidae          |
|  |                      |
|  | Onychorhynchidae     |
|  |                      |
|  | Tityridae            |
|  |                      |
|  | Pipritidae: Piprites |
|  |                      |
|  | Platyrinchidae       |
|  |                      |
|  | Tachurisidae         |
|  |                      |
|  | Rhynchocyclidae      |
|  |                      |
|  | Tyrannidae           |
|  |                      |